# Guillaume Roquille
Guillaume Roquille, né le 26 octobre 1804 à Rive-de-Gier (Loire) ou il est mort le 1er février 1860, est un ferblantier et poète français.

## La muse arpitane
Il publie ans les années 1830-1840 de nombreuses plaquettes en francoprovençal lyonnais, sans traduction française, ce qui est rare à une époque où le français est la langue de prestige et où l'on réserve aux langues régionales une place strictement orale.
Guillaume Roquille, dans ses écrits, aussi bien en français qu'en francoprovençal, a toujours su montrer les réalités et les contradictions de son temps. Sa plume locale, bonhomme et virulente à la fois, a pu stigmatiser dans Breyou la répression de l’insurrection lyonnaise de 1834, ou soutenir dans Lo Pereyoux la première grève des mineurs de Rive-de-Gier en 1840. Comme elle a pu ridiculiser la campagne électorale d’un député bien pensant, ou présenter de savoureux tableaux de mœurs.

## Publications

### Éditions originales
- Breyou et so disciplo, poëmo burlesquo in sié chants et in vars patuais, 1836, 84 pages, texte sur Gallica
- Lo Députò manquò, 1838
- Les Victimes et le dévouement, 1840
- Los Pereyoux, 1840
- La Ménagerie, ou le Grand combat d'animaux, poème burlesque et allégorique, 1843
- Lé Ganduaises, poésies patoises, 1856
- Lo Procès Pardzu, 1859
- Poèmes français et patois, œuvres complètes de Guillaume Roquille, 1883

### Rééditions
- Le Carnaval des gueux : conscience ouvrière et poésie burlesque, édition critique avec traduction et glossaire des œuvres complètes de Guillaume Roquille (1804-1860) en patois de Rive-de-Gier, Loire, Lyon : Presses universitaires de Lyon, 1996, édition établie et présentée par Anne-Marie Vurpas, 481 pages.